# Wojciech Szuchnicki
Wojciech Szuchnicki (Gdańsk, 17 de diciembre de 1976) es un deportista polaco que compitió en esgrima, especialista en la modalidad de florete.
Ganó una medalla de bronce en el Campeonato Mundial de Esgrima de 1999 y cuatro medallas en el Campeonato Europeo de Esgrima entre los años 1999 y 2006.

## Palmarés internacional
| Campeonato Mundial | Campeonato Mundial     | Campeonato Mundial | Campeonato Mundial  |
| Año                | Lugar                  | Medalla            | Prueba              |
| ------------------ | ---------------------- | ------------------ | ------------------- |
| 1999               | Seúl (Corea del Sur)   | Medalla de bronce  | Florete por equipos |
| Campeonato Europeo |                        |                    |                     |
| Año                | Lugar                  | Medalla            | Prueba              |
| 1999               | Bolzano (Italia)       | Medalla de bronce  | Florete por equipos |
| 2001               | Coblenza (Alemania)    | Medalla de bronce  | Florete por equipos |
| 2004               | Copenhague (Dinamarca) | Medalla de plata   | Florete por equipos |
| 2006               | Esmirna (Turquía)      | Medalla de plata   | Florete por equipos |